# Меркантилизам
Меркантилизам је скуп идеја о економској политици који је доминирао европским земљама од шеснаестог до краја осамнаестог века. Основна идеја меркантилизма је да се богатство једне земље заснива на количини новца (племенитих метала) у њеном поседу и да је стога потребно да држава предузме све мере које ће повећати његов прилив у земљу и смањити његов одлив из земље.

## Идеје
Меркантилизам не представља кохерентну економску теорију, па ни кохерентан програм економске политике, већ скуп сродних идеја о томе како регулисати економску активност како би се повећала количина новца у земљи. Неке мере меркантилистичког правца су:
- земља треба да свим средствима подстиче извоз, а дестимулише увоз; ради подстицања извоза треба формирати државне трговинске корпорације, са станим земљама склапати трговинске уговоре о привилегованом положају, отварати трговинска представништва и слично; царине треба да буду високе на финалне производе, а ниске на увоз сировина; ради ограничавања увоза треба користити и увозне квоте и дозволе, манипулисати курсом страног новца итд,
- земља треба да постигне економску самодовољност, па у томе циљу треба подизати домаћу производњу повластицама и подстицајима разних врста; држава треба да обезбеди капитал за нове производње, ослободи их од цеховских стега и пореза, створи монополе на локалним и колонијалним тржиштима и обезбеди титуле и пензије успешним произвођачима; држава треба да забрани извоз напредне опреме и алата, како би спречила друге земље да развију производњу и постану трговински конкуренти,
- пољопривреда треба да буде напредна како би увоз хране био учињен непотребним и како би сељачка газдинства представљала добар извор пореских прихода,
- поморска моћ земље требало је да обезбеди инострана тржишта, али и да обезбеди домаће од иностране конкуренције кроз административна ограничења које ће држава примењивати према страним превозницима,
- требало је да колоније буду извор јефтиних сировина и потрошачи финалних производа,
- становништво треба да буде велико ради насељавања колонија и јачања радне снаге код куће, и слично.

Меркантилизам је заснован на потпуно погрешним схватањима. Основно од њих је да, како би се рекло језиком теорије игара, трговина представља игру са нултом сумом, односно да неко (једна земља) може да профитира само на рачун другога и његовог губитка. Међу првим критичарима нашао се Дејвид Хјум, који је с правом говорио да гомилање новца у једној земљи неминовно доводи до повећања цена, а оно до раста увоза и одлива новца. Касније је Адам Смит, у књизи Богатство народа (1776), уверљиво показао да је трговина, и економска кооперација уопште, активност која свима доноси добитак. Показао је, такође, да подела рада доноси повећање ефикасности производње, а наличје поделе рада је трговина. Стога није добро трговини постављати ограничења и регулацију како су то чинили меркантилисти. Смит, Хјум и остали припадници класичне економије тврдили су да богатство земље не лежи у количини племенитих метала, већ у количини производних ресурса (земља, рад, капитал итд) и њиховом ефикасном коришћењу.

## Историја
Меркантилизам је настао заједно са јачањем државе, која на излазу из средњег века преузима моћ од феудалних велможа и тражи начине што бољег пуњења своје благајне, тако и економског развоја целе земље. Потреба за новцем проистекла је из честих ратова који су обележили овај период. 
Почетак меркантилистичке праксе може се лоцирати у почетак XVI века, када Француска уводи забрану увоза вуне из Шпаније и неких делова Фландрије. Следили су бројни слични потези. Меркантилистичка политика у Француској доживљава врхунац у време када је министар финансија Жан-Батист Колбер, тј. у другој половини XVII века. Колбер је уводио царине, забрањивао извоз новца, освајао колоније, регулисао производњу, подстицао раст становништва пореским олакшицама, основао Француску источно-индијску компанију и слично. 
Шпанија је нагласак ставила на своје колоније и њихово искоришћавање и у том циљу организовала и штитила трговачки монопол у Латинској Америци (изузев Бразила). Основне су биле три мере: (1) страним бродовима је забрањен улаз у луке шпанских колонија и ниједан странац није смео да без специјалне дозволе пошаље робу у шпанске колоније или извезе племените метале из Шпаније за робу продату шпанским трговцима, (2) у начелу, тежило се комплементарности привреде колонија и саме Шпаније, па је продукција финалних добара била забрањивана у неким колонијама, (3) цела трговина колонија каналисана је кроз једну једину луку – Севиљу до 1720. и Кадиз касније. 
Енглеска је била нешто умеренија у спровођењу меркантилистичке политике од својих комшија и ривала. Највећи значај придала је серији закона о навигацији из средине XVII века, којима је покушала и успела да створи свом бродовљу, али и својој трговини предности у односу на конкуренте. Њима је забранила страним бродовима да учествују у локалној енглеској трговини; захтевала да сав увоз са континента у Енглеску буде превожен или енглеским или бродовима земље порекла робе; сва трговина између Енглеске и њених колонија морала се одвијати бродовима или из Енглеске или из самих колонија; на крају, сав извоз из енглеских колонија у Европу морао је проћи кроз енглеске луке. Све ове мере биле су усмерене против Холандије, која је у XVI и XVII веку била доминантна трговачка сила, али је то престала да буде у XVIII веку. 
И Немачка је водила протекционистичку економску политику чак и у XIX и XX веку, засновану на немачкој историјској школи, као једној варијанти меркантилизма.
И касније је било епизода и заговорника меркантилистичких политика. Први светски рат је уништио монетарни систем златног важења, па је, после велике економске кризе започете 1929. године, више земаља, почевши од Немачке и Француске, прибегло протекционистичким политикама. И после Другог светског рата постојало је пуно препрека слободнијој трговини. Тек је серија међународних споразума у оквиру ГАТТ-а и Светске трговинске организације довела до данашње релативно слободне спољне трговине.
И у најновије доба постоје заступници меркантилистичких идеја, првенствено међу политичарима и новинарима.